# Раш (округ, Канзас)
Шаблон:StateAbbr_ 38°31′00″ пн. ш. 99°18′00″ зх. д. / 38.5167° пн. ш. 99.3° зх. д.
Округ Раш (англ. Rush County) — округ (графство) у штаті Канзас, США. Ідентифікатор округу 20165.

## Історія
Округ утворений 1867 року.

## Демографія
За даними перепису 
2000 року 
загальне населення округу становило 3551 осіб, усе сільське.
Серед мешканців округу чоловіків було 1724, а жінок — 1827. В окрузі було 1548 домогосподарств, 1014 родин, які мешкали в 1928 будинках.
Середній розмір родини становив 2,8.
Віковий розподіл населення поданий у таблиці:
| Стать    | До 15 років | 15-21 | 22-29 | 30-39 | 40-49 | 50-65 | 65-85 | Понад 85 |
| -------- | ----------- | ----- | ----- | ----- | ----- | ----- | ----- | -------- |
| Чоловіки | 336         | 131   | 118   | 205   | 273   | 293   | 336   | 32       |
| Жінки    | 295         | 136   | 108   | 200   | 253   | 304   | 420   | 111      |

## Суміжні округи
- Елліс — північ
- Расселл — північний схід
- Бартон — схід
- Поні — південь
- Несс — захід

## Виноски
1. ↑  U.S. Decennial Census. United States Census Bureau. Архів оригіналу за 12 травня 2015. Процитовано 28 липня 2014.
2. ↑  Historical Census Browser. University of Virginia Library. Архів оригіналу за 11 серпня 2012. Процитовано 28 липня 2014.
3. ↑  Population of Counties by Decennial Census: 1900 to 1990. United States Census Bureau. Архів оригіналу за 5 червня 2019. Процитовано 28 липня 2014.
4. ↑  Census 2000 PHC-T-4. Ranking Tables for Counties: 1990 and 2000 (PDF). United States Census Bureau. Архів оригіналу (PDF) за 18 грудня 2014. Процитовано 28 липня 2014.
5. ↑  State & County QuickFacts. United States Census Bureau. Архів оригіналу за 17 липня 2011. Процитовано 28 липня 2014.(англ.) Наведено за англійською вікіпедією.
6. ↑  American FactFinder. Бюро перепису населення США. Архів оригіналу за 26 лютого 2012. Процитовано 31 січня 2008.

| США | Це незавершена стаття з географії США. Ви можете допомогти проєкту, виправивши або дописавши її. |